# エストルフ (ヴェーザー)
エストルフ（ドイツ語: Estorf）は、ドイツ連邦共和国ニーダーザクセン州のニーンブルク/ヴェーザー郡に属す町村（以下、本項では便宜上「町」と記述する）で、ザムトゲマインデ・ミッテルヴェーザーを構成する町村の一つである。

## 地理

### 自治体の構成
自治体としてのエストルフは以下の地区からなる。
- エストルフ
- レーゼリンゲン
- ニーンブルガー・ブルーフ

## 歴史
エストルフは1096年2月9日の寄進状に初めて記録されている。この文書中にはシュトゥンペンハウゼン伯妃 Meresvid が 「Aesdorpe」という名の分農場を含む土地をミンデンの教会に寄贈する旨が記されている。1977年から行われた発掘調査では、550年頃からすでに現在の集落の場所に定住地があったことが示されている。
中世にはフライターク家と有名なミュンヒハウゼン家の2つの有力貴族が強い影響力を有していた。後者は1413年までにエストルフの所領を処分したが、フライターク家は現在に至るまで農場を経営している。
三十年戦争の時代、エストルフの住民は放浪・略奪する兵士達から収穫を護るために森の中に「シューネブッシュ」と呼ばれる秘密倉庫を造った。現在、新しく改修された倉庫内では定期的に「Backtage」（パン焼きの日）という催しが行われており、特にサイクリング客が訪れる。
この町は1976年にニーダーザクセン州の地域再編で現在の形となり、ザムトゲマインデ・ランデスベルゲンの一員となり、2011年ザムトゲマインデ・ミッテルヴェーザーに再編された。

## 行政

### 議会
エストルフの町議会は11議席からなる。

### 首長
イェンス・ランゲ (SPD)

## 文化と見所
- エストルフのバロック教会（1696年献堂）- 歴史的な天井画、木造彫刻、祭壇やオルガンを有する。オルガンはハノーファーのオルガン製作者 E.W.マイヤーがエストルフの教会のために1839年に建造したもので、ほぼオリジナルの状態で保存されている。手鍵盤1段と11のストップを持つこのオルガンは、2005年にヘルジングハウゼンのオルガン業者ベンテ社によって修繕が行われた。
- シューネブッシュ（歴史の項参照）
- 農場とエストルフ湖